# Beromünster
Beromünster (, toponimo tedesco; fino al 1934 Münster) è un comune svizzero di 6 701 abitanti del Canton Lucerna, nel distretto di Sursee.

## Geografia fisica
Il territorio di Beromünster comprende una piccola parte del lago di Hallwil.

## Storia
Il 1º settembre 2004 ha inglobato il comune soppresso di Schwarzenbach, il 1º gennaio 2009 quello di Gunzwil e il 1º gennaio 2013 quello di Neudorf.

### Simboli
Lo stemma comunale riprende l'emblema dell'abbazia di Beromünster.

## Monumenti e luoghi d'interesse
- Abbazia di Beromünster (monastero dei canonici di San Michele), attestato dal 1036, con chiesa abbaziale[7];
- Chiesa parrocchiale cattolica di Santo Stefano, eretta nell'VIII secolo e ricostruita nel X secolo, nel 1469 e nel 1623;
- Castello di Beromünster, costruito nel XIV secolo, dal 1928 sede di un museo di storia regionale[3].

## Società

### Evoluzione demografica
L'evoluzione demografica è riportata nella seguente tabella:
Abitanti censiti

## Cultura

### Media

#### Radio

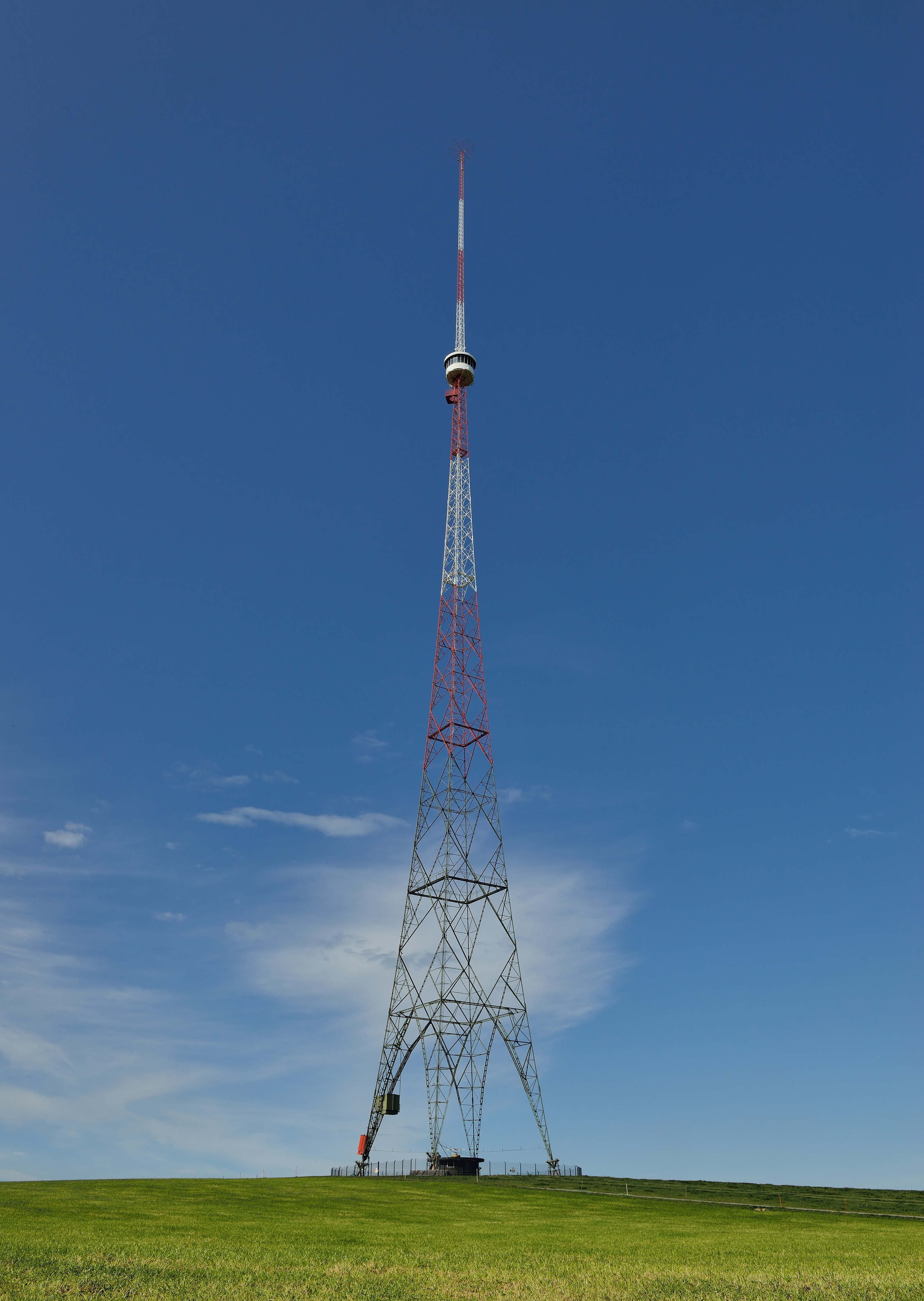
La torre di Blosenberg

Nel 1931 nel territorio comunale di Gunzwil fu costruito il trasmettitore a onde medie della radio svizzera tedesca SRF, detta perciò anche Radio Beromünster; per questo motivo il nome di Beromünster compariva normalmente sul quadrante delle radio fino all'affermazione dei sintonizzatori digitali. Il centro trasmettitore (Landessender Beromünster) non è più in funzione dal 29 dicembre 2008; l'antenna è chiamata torre di Blosenberg.

## Infrastrutture e trasporti

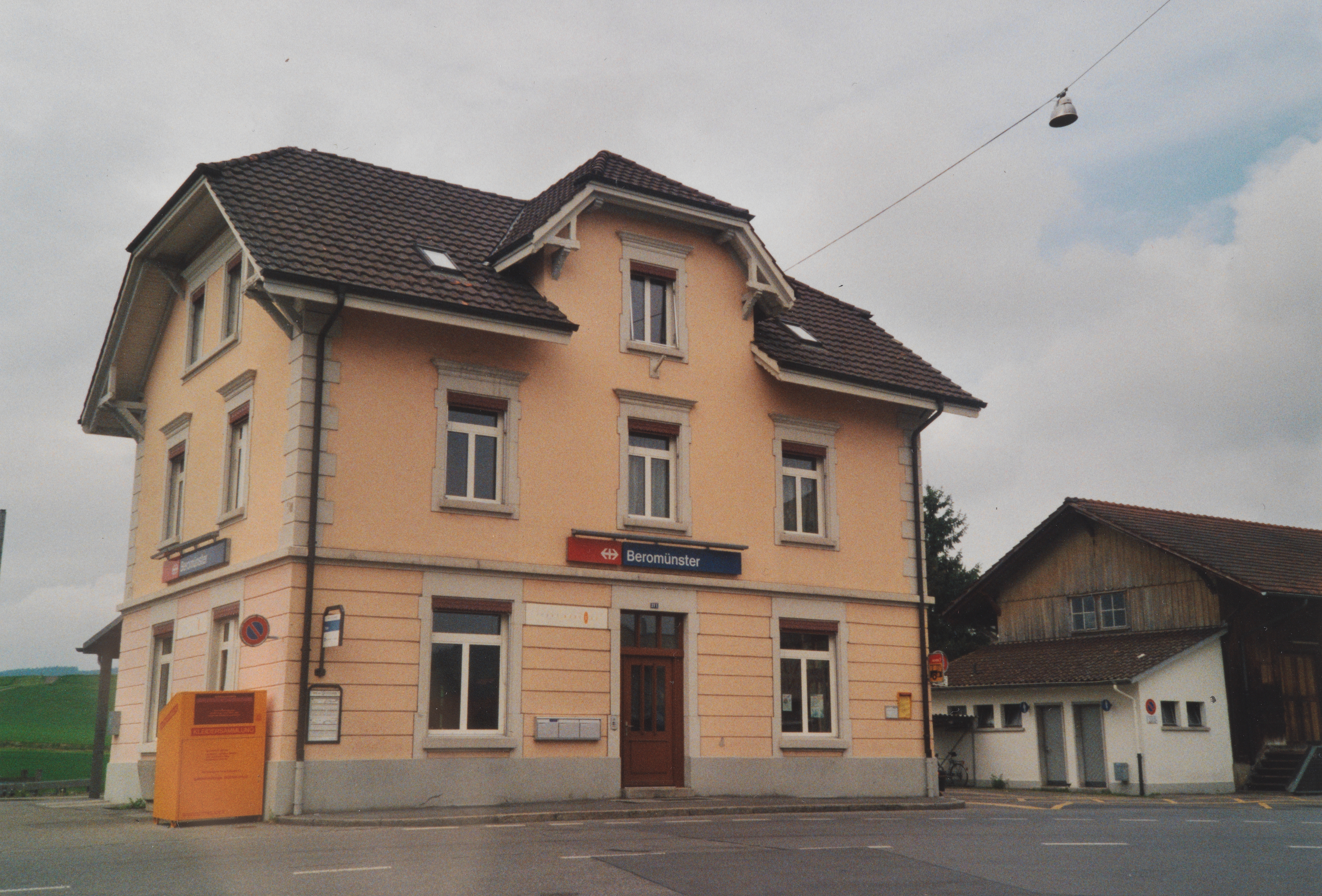
La stazione di Beromünster

Tra il 1906 e il 1992 Beromünster è stato servito dall'omonima stazione sulla linea della Seetal (diramazione Beinwil am See-Beromünster).